# Prącie

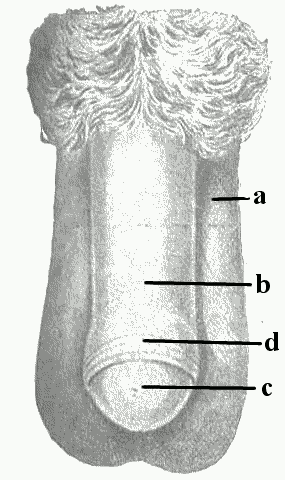
Budowa zewnętrzna narządów płciowych mężczyzny: a – moszna (scrotum), b – trzon prącia (corpus penis), c – żołądź (glans penis), d – napletek (preputium)

Prącie (łac. penis, pot. członek) – narząd kopulacyjny u samców ssaków, a także wielu gadów oraz niektórych ptaków (kazuary, strusie, kaczki).

## Budowa
Prącie (łac. penis a. membrum virile) jest narządem homologicznym żeńskiej łechtaczki. U mężczyzn przez prącie przebiega ostatni odcinek cewki moczowej, której ujście znajduje się na szczycie żołędzi prącia. Składa się z dwóch równoległych ciał jamistych oraz ciała gąbczastego tworzącego żołądź prącia (glans penis) oraz tzw. opuszkę. Ciało gąbczaste (corpus spongiosum penis) osłania również biegnącą przez prącie cewkę moczową. Prącie charakteryzuje się zdolnością do erekcji. Wyróżnia się nasadę oraz część ruchomą. Nasada przytwierdzona jest odnogami ciał jamistych do kości łonowych i kulszowych. Część ruchoma prącia zakończona jest żołędzią. Skóra prącia leży na luźnej tkance podskórnej i dlatego łatwo zsuwa się w trakcie erekcji. Ponad żołędzią skóra tworzy zdwojony fałd – napletek. Prącie unaczyniają: tętnica grzbietowa prącia i tętnica głęboka. Z żył powierzchniowych krew odpływa do żyły grzbietowej prącia, z żył głębokich zaś do splotu sromowego.

### Rozmiary prącia
Istnieje szeroko rozpowszechnione przekonanie, że długość prącia u mężczyzny ma bezpośredni związek z jego sprawnością seksualną oraz satysfakcją partnerki podczas stosunku płciowego. Seksuolodzy zaprzeczają temu i podają, że długość normalnego prącia w czasie spoczynku wynosi 6–10 cm, a podczas wzwodu (erekcji) 11–16 cm, podczas gdy głębokość pochwy to średnio 10 cm.
Notuje się również długość nieprzekraczającą 7 cm (mikropenis), jak i przekraczającą 30 cm, aczkolwiek są to bardzo rzadkie przypadki.

## Naczynia prącia
Żyły głębokie prącia mają bardzo skomplikowaną budowę; jest to ważne przy próbie podwiązania tych naczyń podczas operacji chirurgicznych.

## Choroby, wady i urazy prącia
- choroba Peyroniego
- kłykciny kończyste
- opryszczka
- priapizm
- stulejka
- załupek
- rak prącia
- złamanie prącia
- spodziectwo
- wierzchniactwo

### Przeszczep
W 2005 roku w Chinach przeprowadzono pierwszą na świecie operację przeszczepienia prącia, która mogła być zakwalifikowana jako udana, ale po dwóch tygodniach pacjent zażądał usunięcia przeszczepu z powodu problemów psychologicznych swoich i jego żony.
W marcu 2015 roku wydział medyczny Uniwersytetu w Stellenbosh w Republice Południowej Afryki poinformował o przeprowadzeniu w grudniu poprzedniego roku we współpracy ze szpitalem Tygerberg w Kapsztadzie pierwszej na świecie udanej transplantacji prącia u 21-letniego pacjenta, który trzy lata wcześniej musiał przejść zabieg jego amputacji z powodu komplikacji po obrzezaniu. W wyniku zabiegu pacjent odzyskał wszystkie funkcje w przeszczepionym organie.

## Heraldyka
W heraldyce prącie jest stosowane w herbach: patrz np. vilené we francuskim blazonie, są wtedy często kontrastowo ubarwione. 
Niedźwiedź w herbie Appenzell jest przedstawiony z prąciem, a pominięcie tej cechy było postrzegane jako poważna zniewaga. W 1579 r. drukarz kalendarza w Saint Gallen zapomniał go dodać, co doprowadziło Appenzell na skraj wojny z Saint Gallen.
Do 2007 r. lew w herbie Nordyckiej Grupy Bojowej miał prącie, ale w 2007 r. dowódca zdecydował, że członek lwa musi zostać usunięty, w kontekście wykorzystywania seksualnego w strefach działań wojennych na świecie. Jednak decyzja ta została zakwestionowana przez niektórych szwedzkich heraldyków, w tym artystę heraldycznego Vladimira Sagerlunda, który argumentował, że herby zawierające lwy bez prącia były historycznie nadawane tym, którzy zdradzili szwedzką koronę.

## Galeria

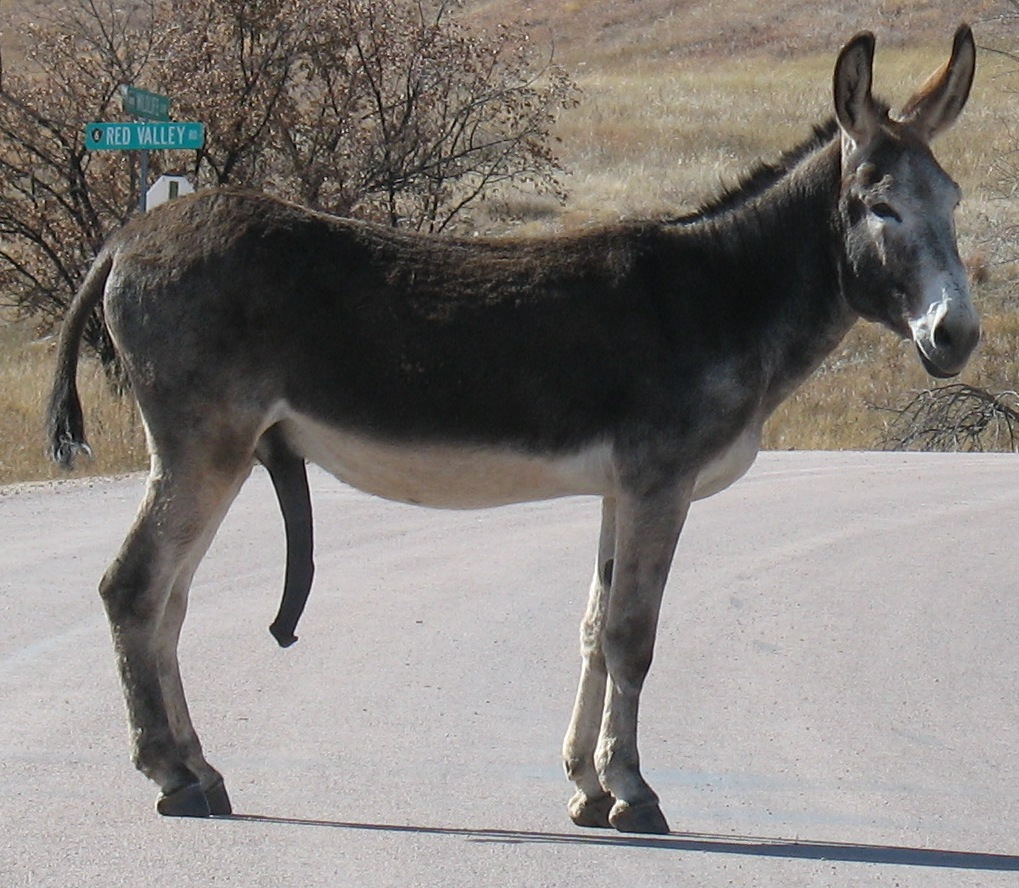
Prącie osła
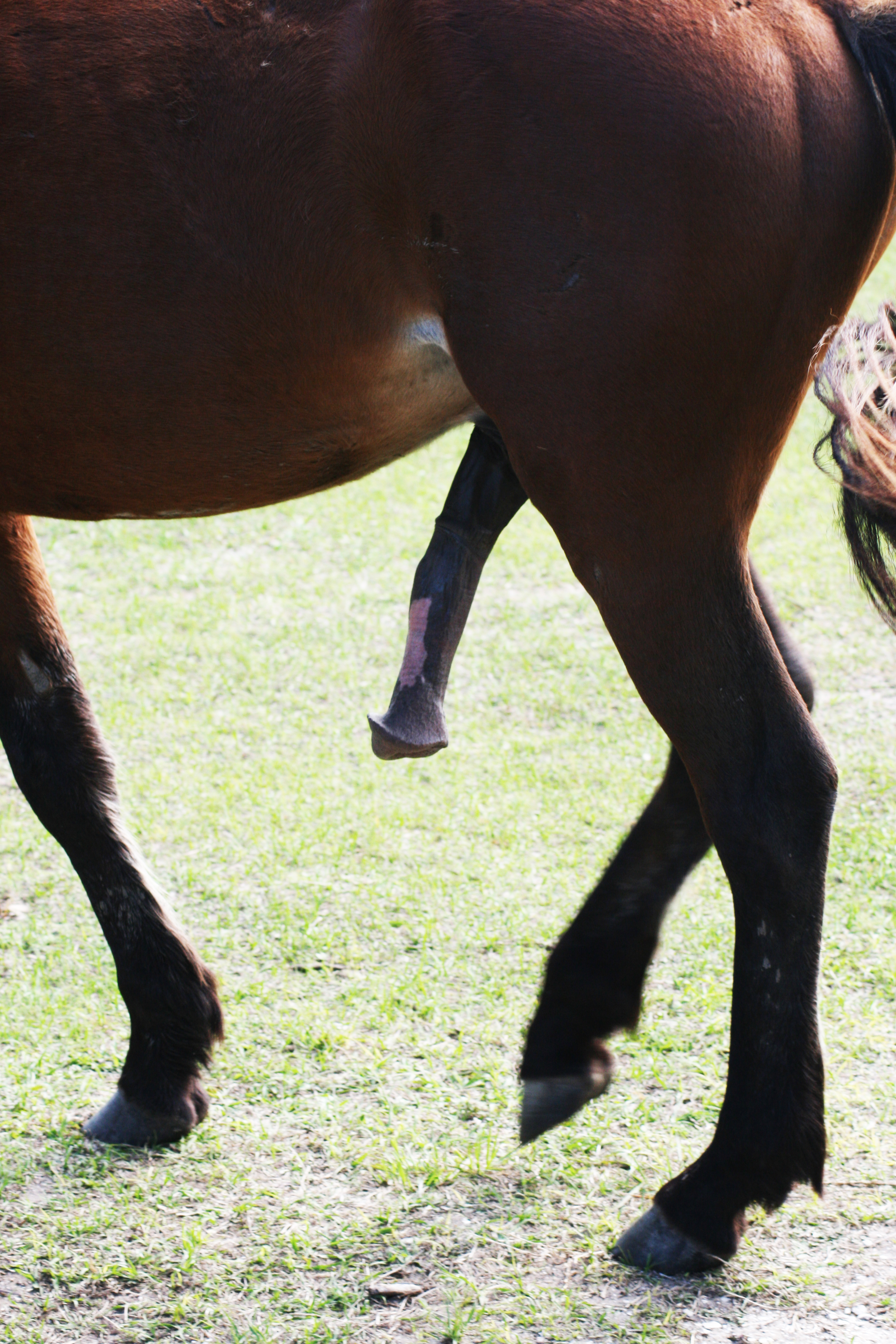
Prącie konia
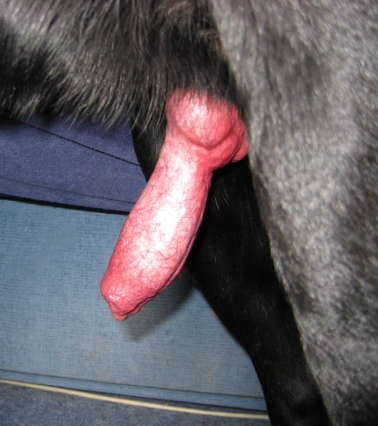
Prącie psa
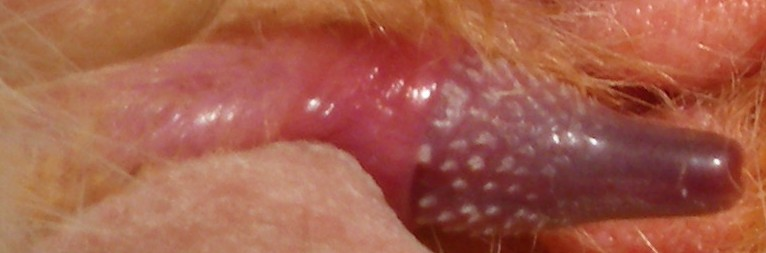
Prącie kota
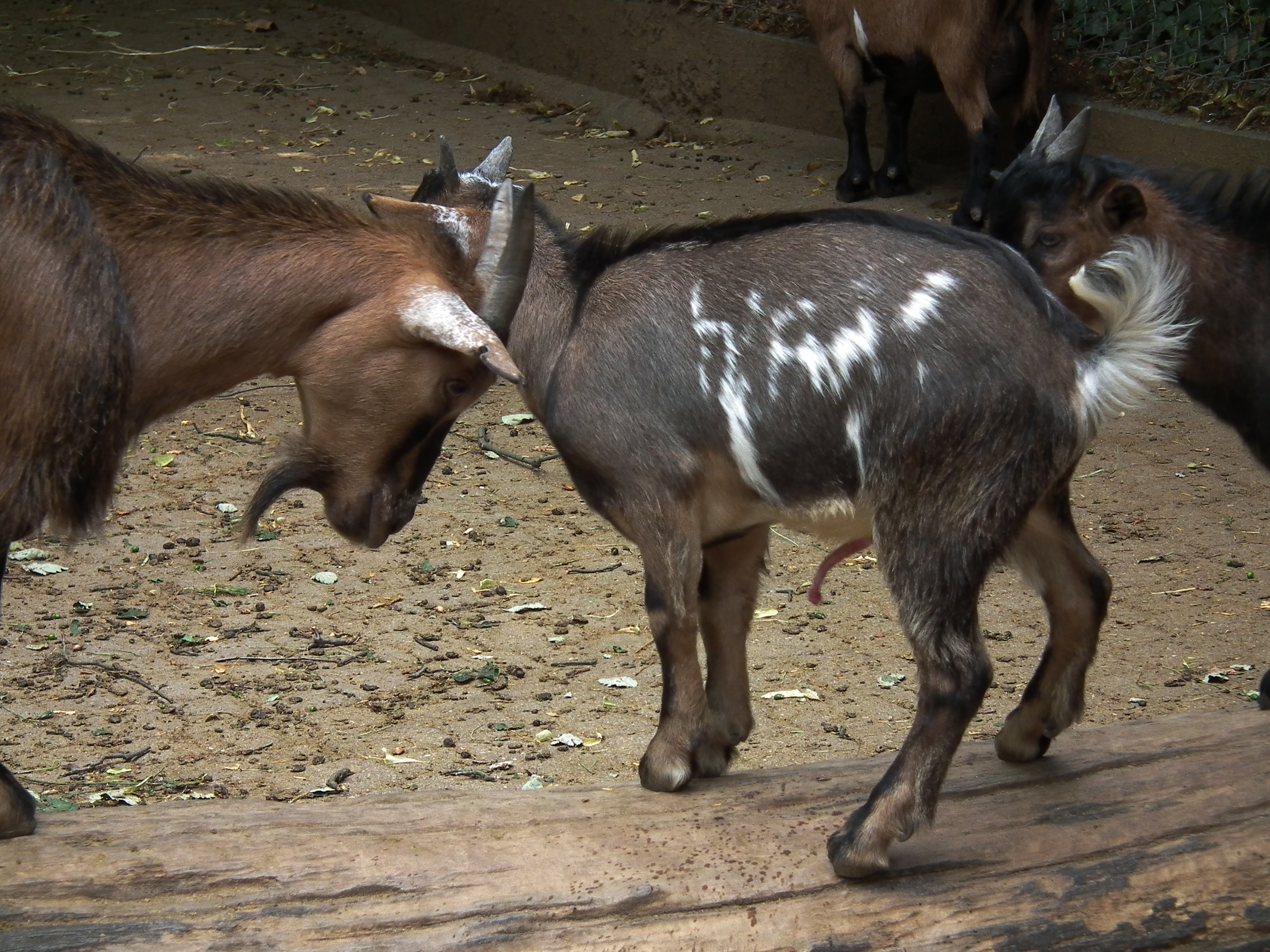
Prącie samca kozy
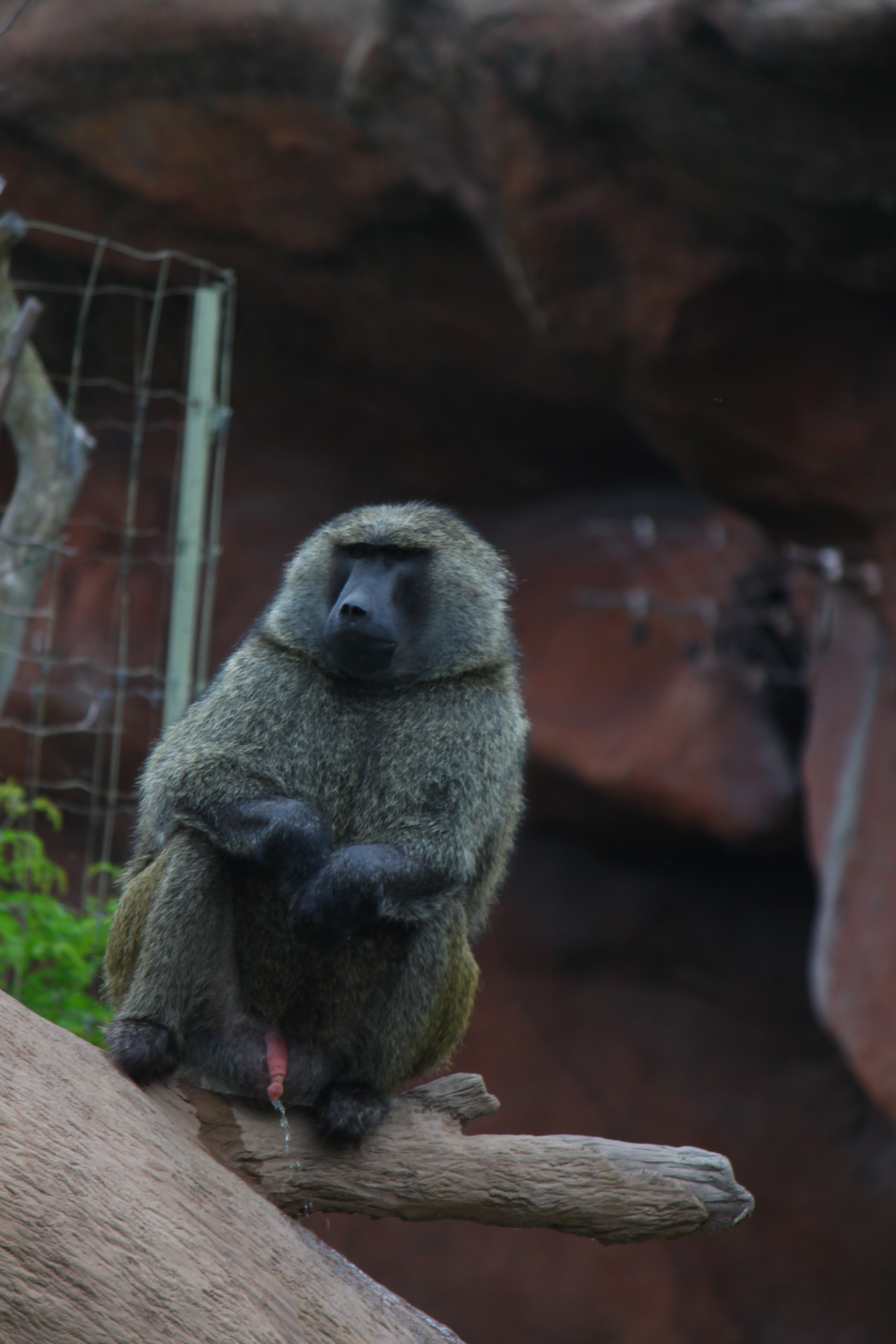
Prącie pawiana
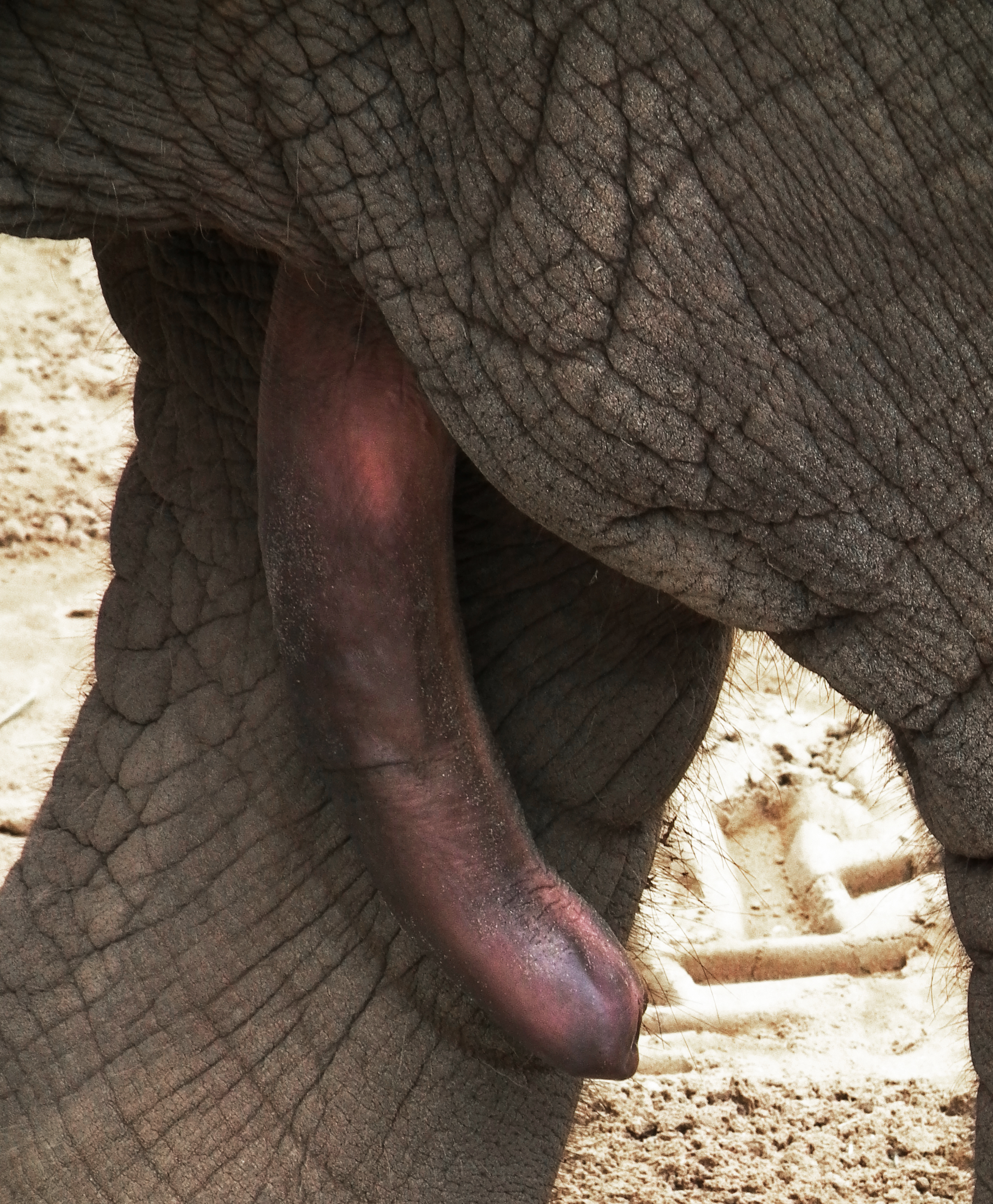
Prącie słonia indyjskiego
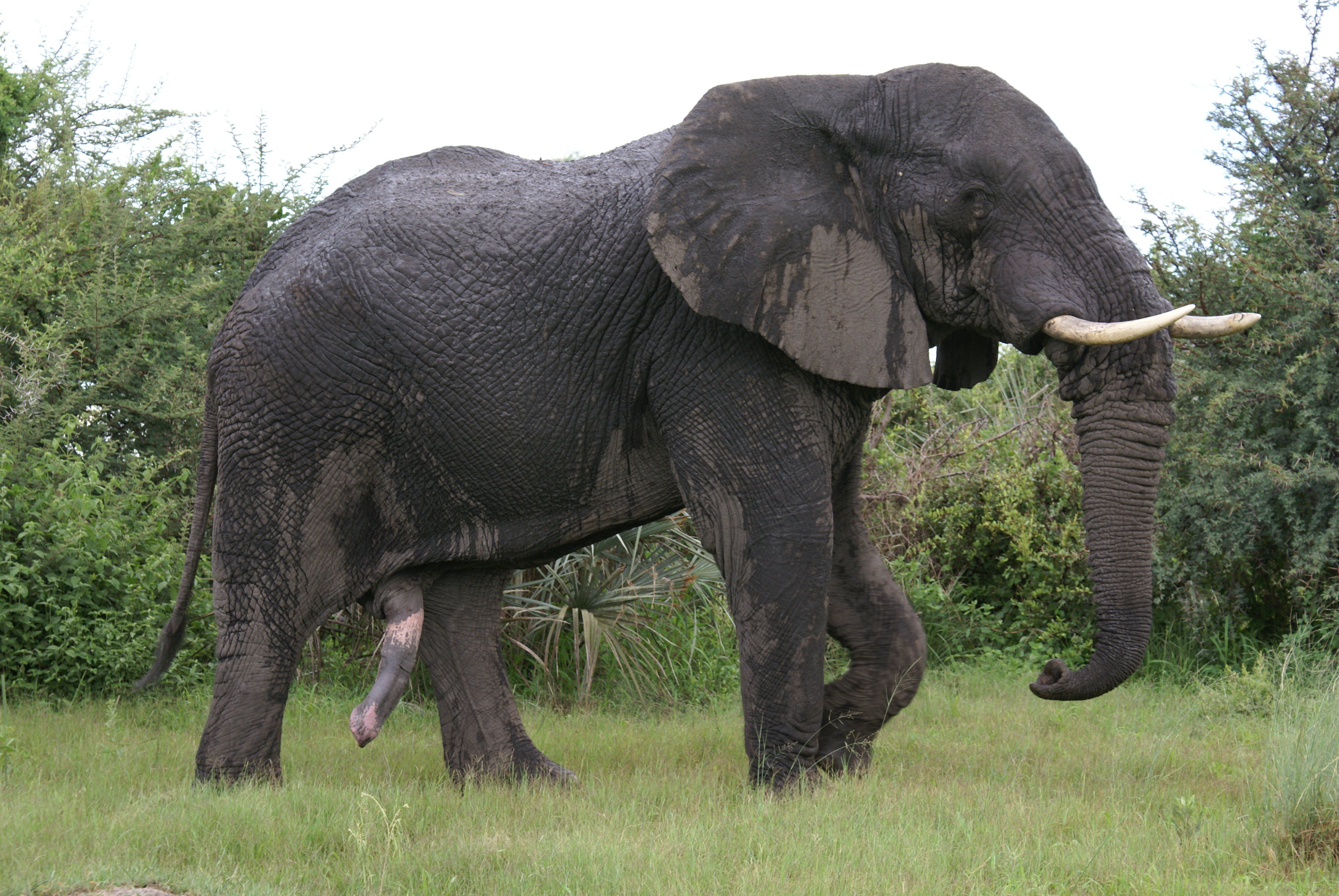
Prącie słonia afrykańskiego
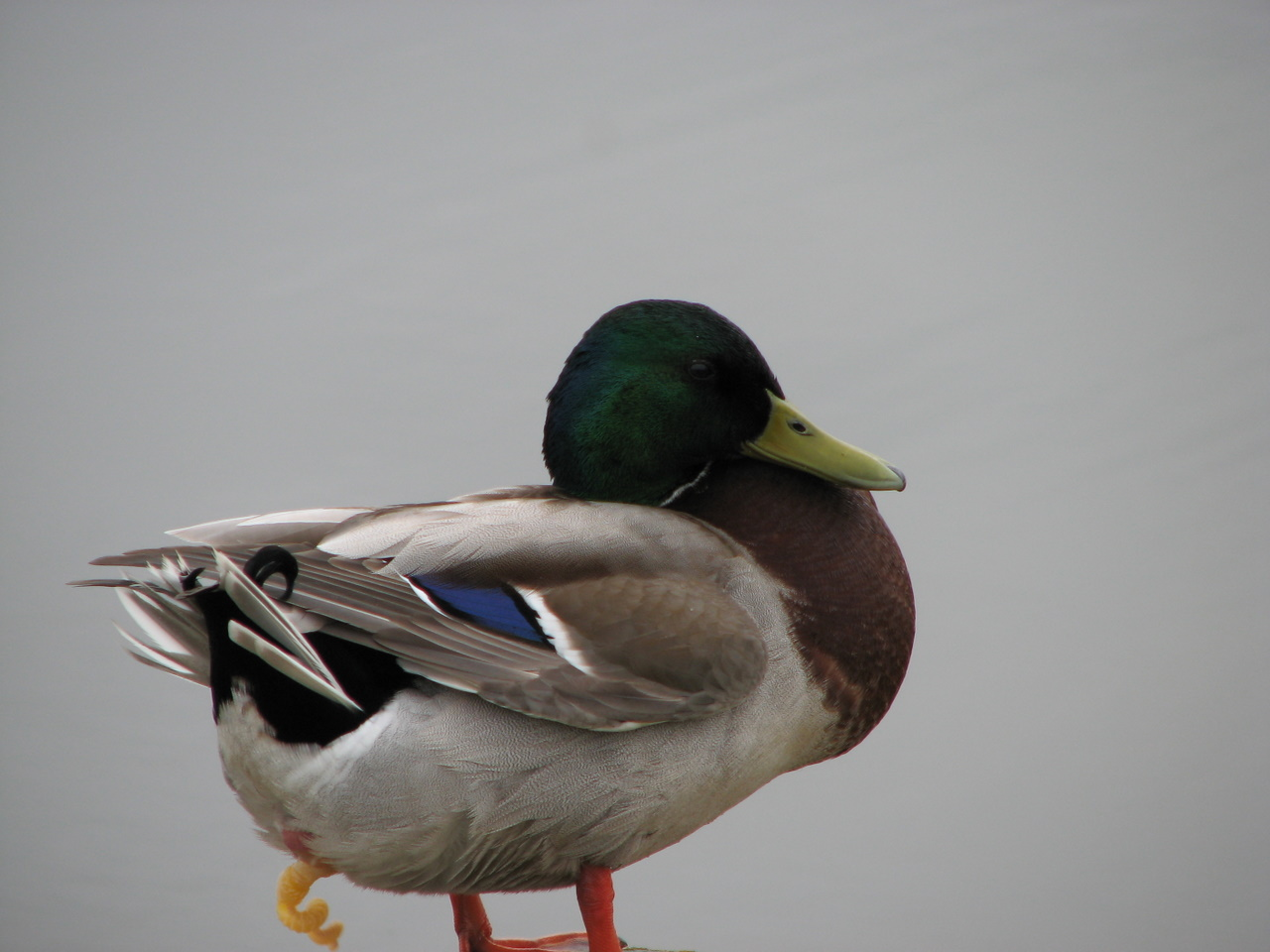
Prącie samca kaczki krzyżówki